# Горній Оштрий Врх-Озальський
45°36′ пн. ш. 15°26′ сх. д. / 45.60° пн. ш. 15.44° сх. д.
Горній Оштрий Врх-Озальський (хорв. Gornji Oštri Vrh Ozaljski) — населений пункт у Хорватії, у Карловацькій жупанії у складі міста Озаль.

## Населення
Населення за даними перепису 2011 року становило 6 осіб.
Динаміка чисельності населення поселення: